# Fort Walton Beach
La ville de Fort Walton Beach est située dans le comté d'Okaloosa, dans l’État de Floride, aux États-Unis.

## Géographie
Fort Walton Beach se situe à quelque 65 km à l'est de Pensacola. La ville est desservie par l'aéroport de Destin-Fort Walton.
La municipalité s'étend sur 8,27 milles carrés (21,42 km2), dont 7,48 milles carrés (19,37 km2) de terres.

## Histoire
La ville doit son nom au Camp Walton, un site militaire confédéré construit en 1861.

## Démographie
Lors du recensement de 2010, sa population a été estimée à 19 507 habitants.
| 1950  | 1960   | 1970   | 1980   | 1990   | 2000   |
| ----- | ------ | ------ | ------ | ------ | ------ |
| 2 463 | 12 147 | 19 994 | 20 829 | 21 471 | 19 973 |

| 2010   | - | - | - | - | - |
| ------ | - | - | - | - | - |
| 19 507 | - | - | - | - | - |

## Personnalités liées à la ville
L’astronaute Richard O. Covey a passé son enfance à Fort Walton Beach.